# Уртон, Гари
Гари Уртон (Гэри Эртон, англ. Gary Urton; род. 7 июля 1946, Кловис, Нью-Мексико) — американский антрополог и археолог, специалист по доколумбовой и ранней колониальной интеллектуальной истории Анд, специалист по кипу. Доктор философии (1979). Именной профессор Гарварда (Dumbarton Oaks Professor), экс-эмерит (см. далее), и завкафедрой (2012—2018); с 1978 по 2002 год преподаватель Колгейтского университета; почетный профессор Папского католического университета Перу.
Макартуровский стипендиат (2001).
Окончил Университет Нью-Мексико (1969).
Получил степени магистра древней истории (1971) и доктора философии по антропологии в Иллинойском университете в Урбана-Шампейне.
В Гарварде с 2021 года будет лишен статуса эмерита после расследования сексуальных домогательств. Ему также было запрещено посещать кампус. Почетный доктор, Национальный университет Трухильо (2017).
Автор многих работ, он писал о языке, астрономии и системах чисел, связанных с культурой инков. Автор книг At the Crossroads of the Earth and the Sky (1981), The History of a Myth (1990), The Social Life of Numbers (1997), Inca Myths (1999), Signs of the Inka Khipu (2003) {Рец.}, Inka History in Knots: Reading Khipus as Primary Sources (2017) {Рец.}, El Cosmos Andino (2022).
Соредактор Skywatching in the Ancient World, Narrative Threads.